# Fabian henter Jordemoder
Fabian henter Jordemoder er en dansk stum komediefilm fra 1910 produceret af Nordisk Films Kompagni. Filmens instruktør er ukendt.
Filmen indgik en en serie af filmfarcer produceret af Nordisk Film med Victor Fabian i hovedrollen.
Filmen blev i tysktalende lande distribueret som Heidepriem hold die Hebamme.  

## Handling
Der er fødsel på vej i Fabians hjem, men fru Fabian er raget uklar med nogle gadedrenge, der har besluttet sig for at tage hævn over familien ... 

## Medvirkende
- Victor Fabian